# Савоза
Савоза (італ. Savosa) — громада  в Швейцарії в кантоні Тічино, округ Лугано.

## Географія
Громада розташована на відстані близько 155 км на південний схід від Берна, 21 км на південь від Беллінцони.
Савоза має площу 0,7 км², з яких на 74,7% дозволяється будівництво (житлове та будівництво доріг), 12% використовуються в сільськогосподарських цілях, 12% зайнято лісами, 1,3% не є продуктивними (річки, льодовики або гори).

## Демографія
2019 року в громаді мешкало 2199 осіб (+4,7% порівняно з 2010 роком), іноземців було 33%. Густота населення становила 2972 осіб/км².
За віковим діапазоном населення розподілялося таким чином: 20,6% — особи молодші 20 років, 57,4% — особи у віці 20—64 років, 22% — особи у віці 65 років та старші. Було 978 помешкань (у середньому 2,2 особи в помешканні).
Із загальної кількості 1069 працюючих 4 було зайнятих в первинному секторі, 109 — в обробній промисловості, 956 — в галузі послуг.